# Eleccions al Parlament Europeu de 1994 (Luxemburg)
Les eleccions al Parlament Europeu de 1994 a Luxemburg van ser les eleccions per a escollir la delegació de Luxemburg al Parlament Europeu, celebrades el 12 de juny de 1994. Van tenir lloc el mateix dia que les legislatives luxemburgueses, en les que s'escollien els membres de la Cambra de Diputats de Luxemburg.

## Resultats
| ← 1989 • 1994 • 1999 →                       |                                                                                    |                                                                                    |                                                                                    |         |        |     |        |     |
| Partit Nacional                              | Partit Nacional                                                                    | Partit Europeu                                                                     | Candidat principal                                                                 | Vots    | %      | +/– | Escons | +/– |
|                                              | Partit Popular Social Cristià (CSV)                                                | PPE                                                                                |                                                                                    | 319.462 | 31,50  | 3,4 | 2 / 6  | 1   |
|                                              | Partit Socialista dels Treballadors (LSAP)                                         | PSE                                                                                |                                                                                    | 251.500 | 24,80  | 0,6 | 2 / 6  | 0 = |
|                                              | Partit Democràtic (DP)                                                             | ALDE                                                                               |                                                                                    | 190.997 | 18,83  | 1,1 | 1 / 6  | 0 = |
|                                              | Els Verds (GLEI–GAP)                                                               | EGP                                                                                |                                                                                    | 110.888 | 10,93  | 0,4 | 1 / 6  | 1   |
|                                              | Partit Reformista d'Alternativa Democràtica (ADR)                                  |                                                                                    |                                                                                    | 70.470  | 6,94   |     | 0 / 6  | 0 = |
|                                              | Moviment Nacional (NB)                                                             |                                                                                    |                                                                                    | 24.141  | 2,38   | 0,5 | 0 / 6  | 0 = |
|                                              | Partit Comunista (KPL)                                                             |                                                                                    |                                                                                    | 16.559  | 1,63   | 3,1 | 0 / 6  | 0 = |
|                                              | Grup per la Sobirania Luxemburguesa (GLS)                                          |                                                                                    |                                                                                    | 12.091  | 1,19   |     | 0 / 6  | 0 = |
|                                              | Altres (partits o condidats que van aconseguir menys de l'1% dels vots i cap escó) | Altres (partits o condidats que van aconseguir menys de l'1% dels vots i cap escó) | Altres (partits o condidats que van aconseguir menys de l'1% dels vots i cap escó) | 18.186  | 1.79   | —   | 0 / 6  | 0 = |
| Vots vàlids                                  |                                                                                    |                                                                                    |                                                                                    |         |        |     |        |     |
| Butlletes vàlides                            |                                                                                    |                                                                                    |                                                                                    |         |        |     |        |     |
| Vots en blanc i invàlids                     |                                                                                    |                                                                                    |                                                                                    |         |        |     |        |     |
| Totals                                       | Totals                                                                             | Totals                                                                             | Totals                                                                             |         | 100,00 | —   | 6 / 6  | 0 = |
| Electorat (votants) i participació electoral |                                                                                    |                                                                                    |                                                                                    |         |        |     |        |     |
| Font: Centre d'Étude de la Vie Politique     |                                                                                    |                                                                                    |                                                                                    |         |        |     |        |     |